# Ізмайлово (садиба)
Ізма́йлово (рос. Измайлово), Ізмайловський острів, Городок ім. Баумана — колишня царська садиба в Москві, побудована в другій половині XVII століття на річці Серебрянці. З 2007 р. територія Ізмайлово входить до складу Московського державного об'єднаного художнього історико-архітектурного та природно-ландшафтного музею-заповідника. З 2011 року садиба є кандидатом на включення до списку об'єктів Всесвітньої спадщини ЮНЕСКО

## Історія
Перші достовірні відомості про село Измайлове відносяться до XV століття.
У 1571 Іван IV Грозний подарував Ізмайлово боярину Микиті Романовичу Захар'їну — Юр'єву, був братом його дружини Анастасії.
У 1585 Микита Романович прийняв чернечий постриг і садиба перейшла до його сина Івана Микитовича. 
У 1600 Борис Годунов піддав Романових опалі, але не зачепив їх широких володінь, а через 2 роки повернув засланців. 
З 1640 садибою володів син Івана Микитовича, Микита Іванович. Після смерті в 1654 Микити Івановича Ізмайлове стало заміською садибою царської сім'ї.
У 1667, за часів царя Олексія Михайловича, річка Робка (нині — Серебрянка) була перегороджена греблями так, що утворився Срібно-Виноградний ставок, який оточив так званий Ізмайловський острів, на якому була розташована царська садиба. Центром садиби служив Государев двір (будувався в 1664–1690). Навколо нього розташовувалися численні господарські споруди. 
У 1671–1679 на місці дерев'яної церкви, яка існувала з 1620 р. було споруджено кам'яний Покровський собор. Неподалік була побудована Церква царевича Іоасафа. На захід від Покровського собору був розташований Государев двір прямокутної форми — каре. Він був обгороджений дерев'яною огорожею з 7 воротами. 
У 1676—1678 побудований дерев'яний палац. На острів вів кам'яний міст довжиною близько 100 м, що завершувався Мостовою вежею. У другому ярусі вежі проходили іноді засідання Боярської ради. Цар Олексій Михайлович захоплювався соколиним полюванням в лісах біля Ізмайлово. Крім того, вже в 1670-ті роки в Ізмайловський царській садибі існував домашній театр, один з перших в Московії; відоме ім'я одного з його акторів — співака і живописця Василя Репского. У садибі ставилися експерименти з вирощування рідкісних рослин (виноград, кавуни і ін.). Тут були фруктові сади, великі обори, звіринець. Існувала пасіка. Була також мануфактура по обробці льону, Строкинській цегельний завод і перший державний скляний завод, на якому працювали російські і українські майстри, а також склодуви, які були запрошені з Венеції. Для плавання по ставках і річках в садибі був придбаний в Англії бот, який у травні 1688 року знайшов юний Петро I, і який він пізніше перевіз в Санкт-Петербург і назвав «дідусем російського флоту», а Ізмайлово «колискою російського флоту». На честь цієї події на Ізмайловському острові в 1998 встановлено пам'ятник Петру I роботи Льва Кербеля. 
З 1696 тут жила цариця Парасковія Федорівна, вдова царя Івана V, і три дочки цариці — царівни Катерина, Анна і Парасковія. До 1713 року вони проживали в Измайлове постійно.
В 1720-ті, після пожежі, Парасковія Федорівна побудувала новий кам'яний палац. В Ізмайлово часто приїжджав на полювання імператор Петро II.
Імператриця Анна Іванівна протягом 2-х років жила в Ізмайловському палаці, де відбувалися і заседанія Кабінету Міністрів, а в Мостовий вежі — засідання Сенату. Після Анни Іванівни члени царської сім'ї в Ізмайлово не жили, приїжджали тільки на полювання. Любила Ізмайлово і імператриця Єлизавета Петрівна, яка часто бувала тут. 
У 1765 за наказом Катерина II палац на острові був розібраний. У війну 1812 царська садиба і село Ізмайлово були пограбовані французькими солдатами.
У листопаді 1837 імператор Микола I ухвалив рішення про створення на Ізмайловському острові найбільшої військової богадільні.
У 1839 розпочато будівництво будівель богадільні та реставрація пам'яток XVII століття на острові. Кошти були перераховані з Капітула Російських орденів. Проектував і керував будівництвом архітектор Костянтин Тон.
Миколаївська Ізмайлівська військова богадільня відкрита в 1850. 
У 1918 Ізмайлівська військова богадільня припинила існування. На території богадільні було створено робітниче селище — Городок імені Баумана, яке проіснувало до кінця 1970-х.

## Цікаві факти
- За однією з версій, які існують в історіографії, Петро I народився в садибі Ізмайлово[3].

## Галерея

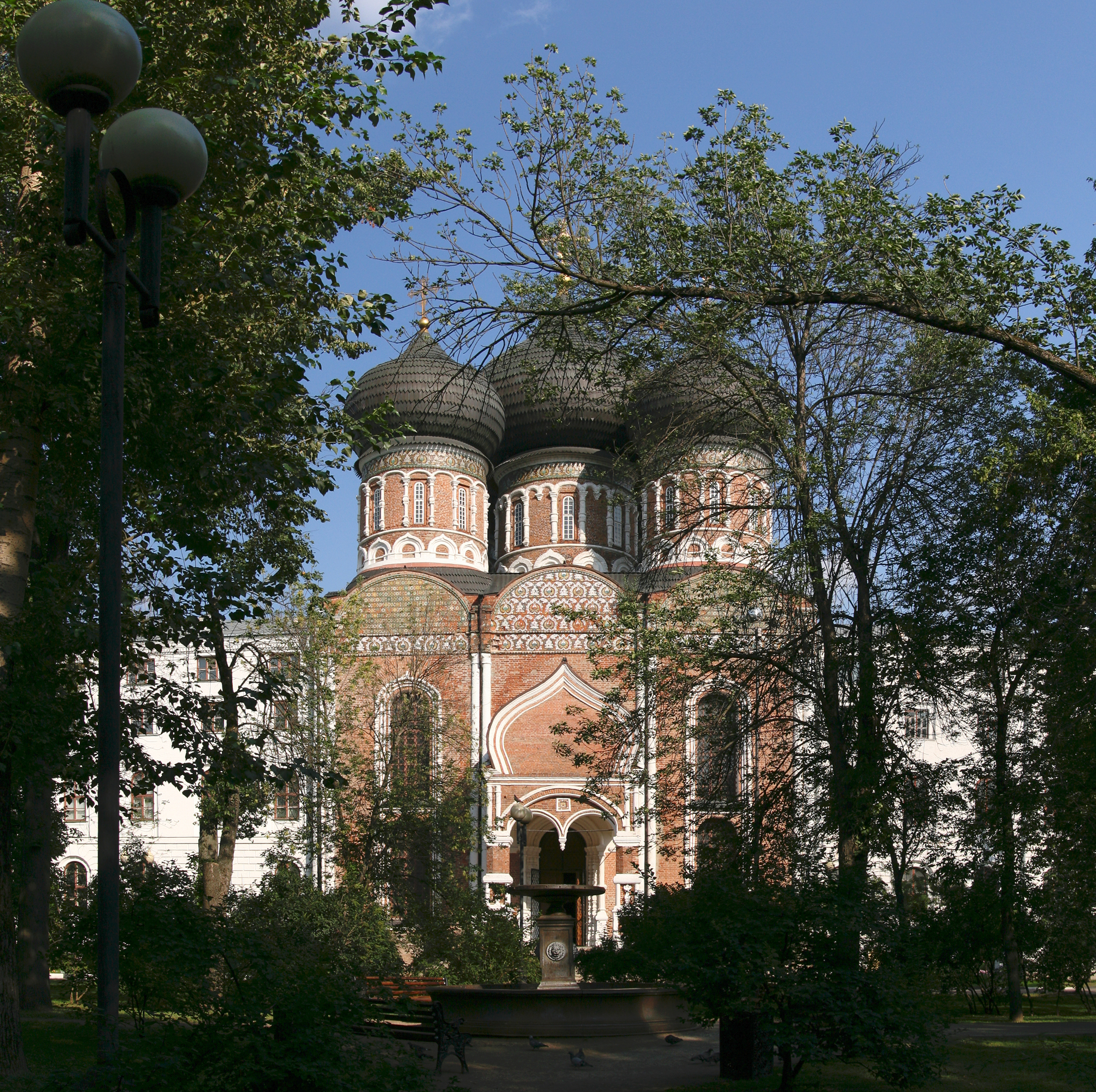
Покровський собор
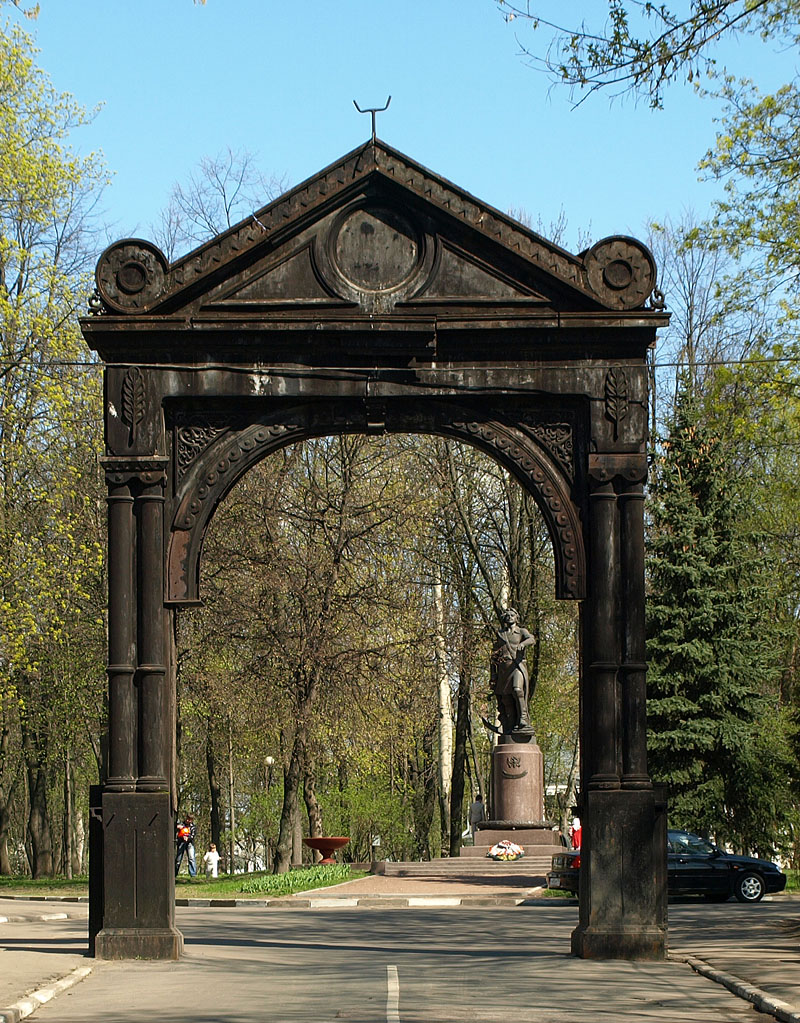
Чавунні ворота
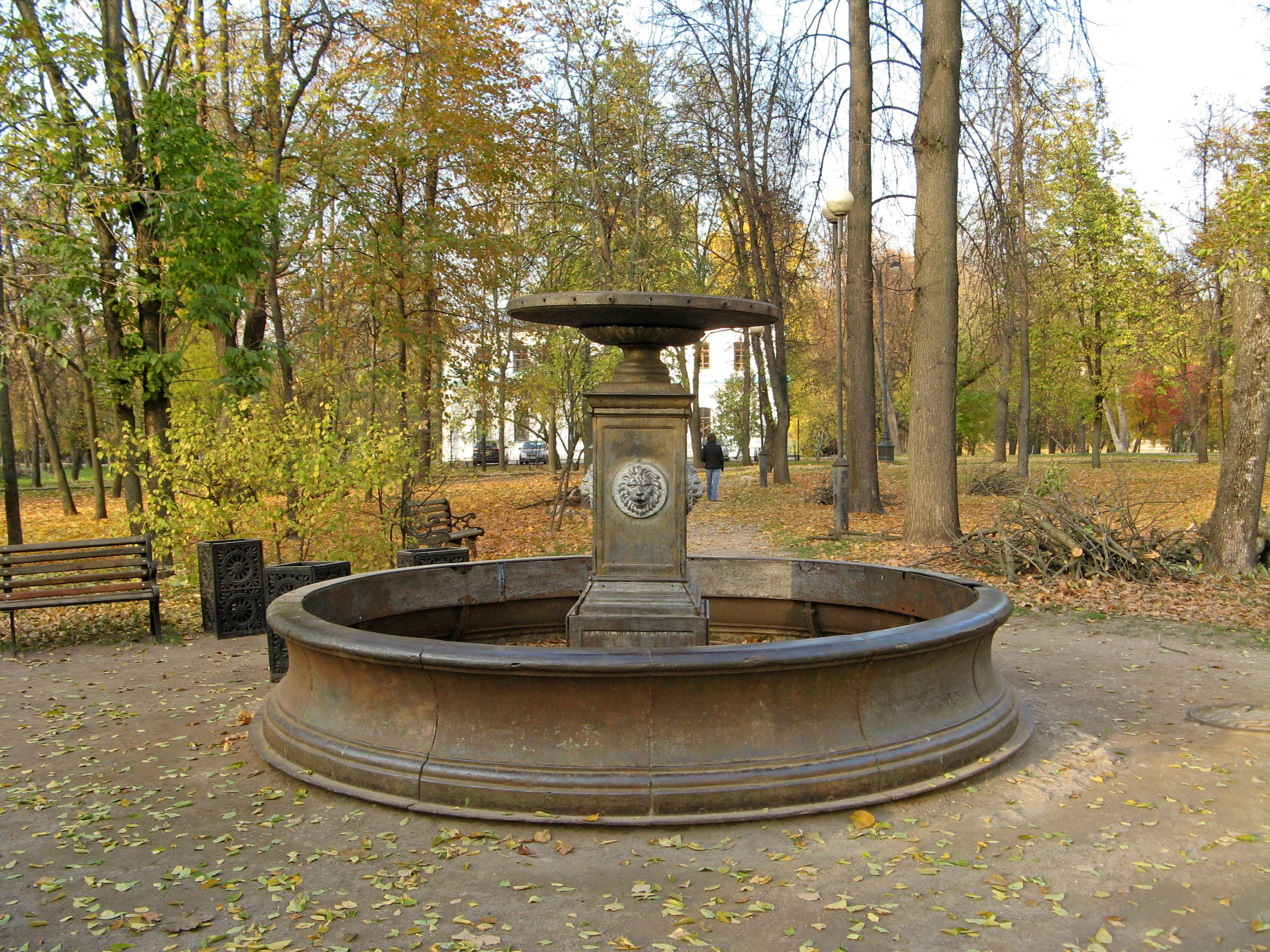
Фонтан
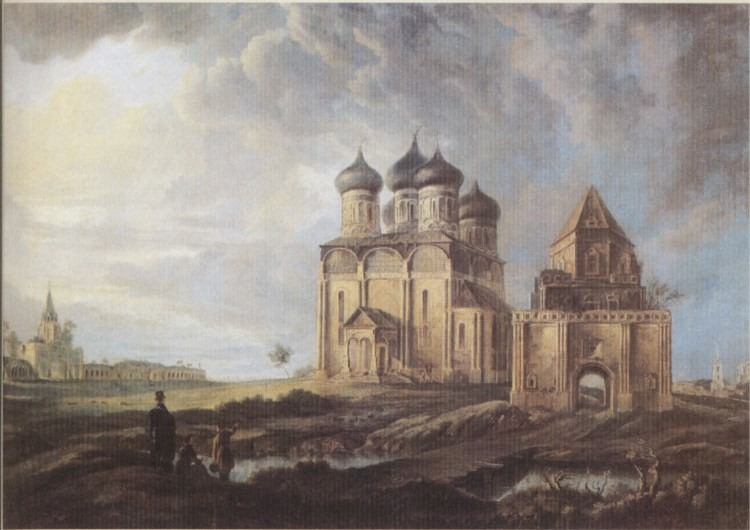
Ізмайлово, кінець 19 ст.
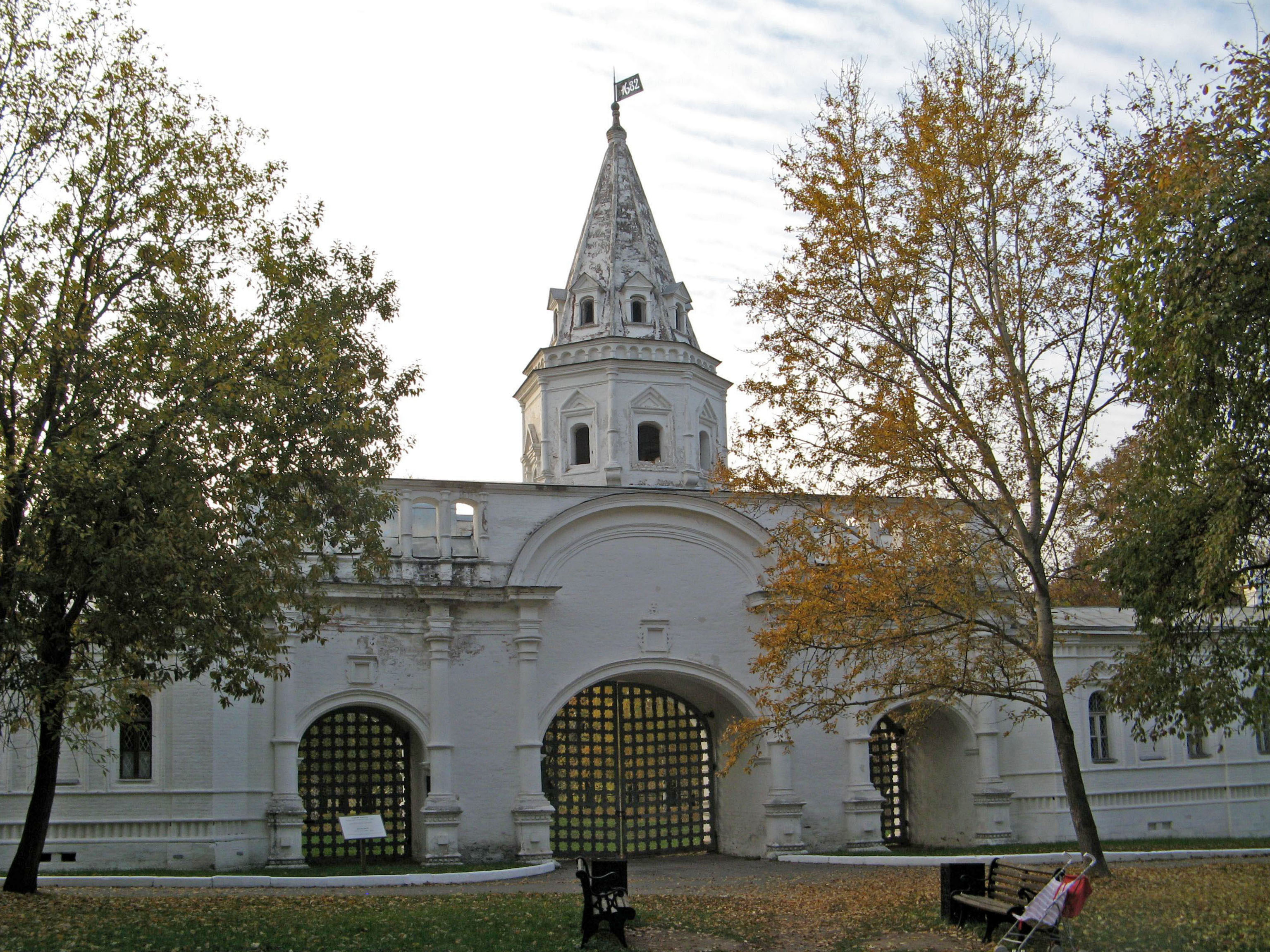
Задні в'їзні ворота